# 李沛妍
李沛妍（1978年—），祖籍廣東四會，香港粵劇女演員（花旦），成長於美國。香港八和會館第39屆理事。

## 演藝經歷
李沛妍生於美國紐約，成長於該國，畢業於衛斯理學院中國語言及文學系。她出身於來自香港的粵劇世家，祖父李鑑潮是粵劇編劇、班主，祖母是一位小武演員:115；父親李奇峰出生於香港，童年因戰亂定居越南時已開始演出粵劇，被視為神童，後回到香港，身兼粵劇演員（小武）:115、編劇、戲班行政工作；母親余蕙芬（又作余惠芬）也是粵劇演員，為名伶芳豔芬首徒:100；姨母南紅為粵劇及粵語片演員。其父母後遷居美國，一說余蕙芬1969年遷居美國:100，1971年與李奇峰結婚，婚後從商，1980年代曾回香港粵劇界復出:100,115，至2007年李氏夫婦回香港定居。李沛妍自幼已對粵劇產生興趣，大學時期亦以粵劇為論文主題。
畢業後曾在波士頓從事科網工作兩年，後決定學習粵劇。2002年起其父李奇峰親自傳授基本功，並安排她隨廣州音樂師傅李美花學習演唱、瀋陽京劇刀馬旦楊敏學習武打身段、上海越劇花旦俞美娣學習水袖及身段，訓練持續四年。亦曾隨粵曲演唱家鍾麗蓉學習唱腔。
2006年，李奇峰創辦「粵劇戲台協會」，專注於粵劇創作和相關的藝術發展項目，粵劇戲台主辦李沛妍演出有2022年「粵劇戲台15週年」。
2007年，香港中文大學為配合「粵劇國際研討會﹕情尋足跡二百年」及紀念《帝女花》劇本誕生50周年，籌演《帝女花》（年青版），由阮兆輝、葉紹德及李奇峰修改唐氏劇本，李沛妍獲選為女主角長平公主演員，正式在香港展開演藝事業。
2011年，李沛妍成為粵劇名伶羅家英、汪明荃夫婦的誼女。
2014年，與鄭雅琪同被復出的名伶龍劍笙（女文武生，1969年雛鳳鳴劇團正印文武生)
在新一代花旦中挑選為搭擋。
2015年與謝曉瑩同被誼父挑選為《西九新星展》主要旦角，擔演主要角色包括《辭郎洲》裡的陳壁娘。

## 參演劇目
| 年份 | 劇團/團體              | 劇目                           | 角色           | 備註/來源                  |
| ---- | ---------------------- | ------------------------------ | -------------- | -------------------------- |
| 2007 | 香港中文大學           | 帝女花（年青版；50年周年紀念） | 長平公主       | 「粵劇戲台」主辦2018年重演 |
| 2011 | 粵劇戲台協會有限公司   | 德齡與慈禧                     | 德齡           | 與謝曉瑩輪流演出           |
| 2011 | 粵劇戲台               | 秋雨菱花姐妹情                 |                | [ 24 ]                     |
| 2011 | 粵劇戲台               | 再世紅梅記                     | 李慧娘、盧昭容 | [ 25 ] [ 2 ]               |
| 2013 | 粵劇戲台協會有限公司   | 江山遺恨                       |                | [ 12 ]                     |
| 2014 | 香港梨園舞台、粵劇戲台 | 洛神                           | 甄宓           | 與衛駿輝共演               |
| 2014 | 粵劇戲台               | 六月雪                         |                | [ 24 ] [ 2 ]               |
| 2015 | 西九粵劇新星展         | 佘太君掛帥                     | 張定金         | 大娘（2月21-24日）         |
| 2015 |                        | 打洞結拜                       | 趙京娘         | [ 28 ] [ 2 ]               |
| 2015 | 粵劇戲台               | 王子復仇記                     |                | 改編自莎士比亞《哈姆雷特》 |
| 2015 |                        | 紫釵記                         | 浣紗           | 與龍劍笙共演               |
| 2016 | 粵劇戲台               | 蝶影紅梨記                     | 謝素秋         | [ 11 ]                     |
| 2017 | 大鴻運劇團             | 萬世流芳張玉喬                 | 張玉喬         | 羅家英「一生五旦展英姿」   |
| 2017 |                        | 牡丹亭驚夢                     |                | [ 22 ]                     |
| 2019 | 輝輝舞台制作有限公司   | 花木蘭                         | 飛鳳郡主       | 2月2-3日與衛駿輝共演       |
| 2019 | 輝輝舞台制作有限公司   | 西樓錯夢                       | 穆素微         | 與衛駿輝共演               |
| 2019 |                        | 紫釵記                         | 霍小玉         | 與關凱珊共演               |
| 2023 | 桃花源粵劇工作舍       | 帝女花（65年周年專業版）       | 長平公主       | 與其他6名花旦交替演繹該角  |

## 公職
- 2010-16年：民政事務局粵劇發展諮詢委員會委員[33][34]

## 備註
1. ↑  按1980年兩周歲之報道推算。
2. ↑  然而，南紅與余蕙芬、李奇峰的關係，未找到其他任何記載。
3. ↑  羅家英曾與李奇峰、余蕙芬夫婦共事。

## 外部連結
- 香港戲曲年鑑 2011.演員／演唱者 （页面存档备份，存于）.李沛妍
- 香港戲曲年鑑 2012.演員／演唱者 （页面存档备份，存于）.李沛妍
- 香港戲曲年鑑 2013.演員／演唱者 （页面存档备份，存于）.李沛妍
- 香港戲曲年鑑 2014.演員／演唱者 （页面存档备份，存于）.李沛妍
- 香港戲曲年鑑 2015.演員／演唱者 （页面存档备份，存于）.李沛妍
- 香港戲曲年鑑 2016.演員／演唱者 （页面存档备份，存于）.李沛妍